# Australian Classification Board
Das Australian Classification Board (ACB), vorher Office of Film and Literature Classification (OFLC), ist eine von der australischen Behörde gegründete Organisation, die für die Altersfreigaben zuständig ist. Das ACB klassifiziert Filme und Videospiele. Um vertrieben werden zu können, muss ein Medium gekennzeichnet sein, ansonsten ist es gleichgestellt mit verbotenen Medien.

## Freigaben bei Filmen
Die folgenden Freigaben sind lediglich Empfehlungen:
- (Exempt) - bedeutet, dass das Medium von der Klassifizierung befreit ist (vergleichbar mit den Kennzeichnungen "Lehrprogramm" und "Infoprogramm" der USK).
- (General) - bedeutet, dass das Medium für alle Altersklassen geeignet ist.
- (Parental Guidance recommended) - bedeutet, dass die elterliche Anleitung für Kinder unter 15 Jahren empfohlen wird.
- (Recommended for Mature audiences) - bedeutet, dass das Medium nur für ältere Personen ab 15 Jahren empfohlen wird.

Diese Freigaben sind verbindlich:
- (Mature Accompanied / Not suitable for people under 15. Under 15s must be accompanied by a parent or adult guardian) - bedeutet, dass Personen unter 15 Jahren von einem Erwachsenen begleitet sein müssen.
- (Restricted to 18 and over) - Ab 18 Jahren freigegeben.
- (Restricted to 18 and over) - Ab 18 Jahren freigegeben (betrifft nur Pornografie); mit wesentlich strengeren Verkaufsbeschränkungen als bei R.
- (Refused Classification) - bei verfassungswidrigen Medien wird die Freigabe verweigert, was bedeutet, dass das entsprechende Medium verboten ist.
- (Check The Classification) - Der Inhalt wurde bewertet und für die Werbung für nicht klassifizierte Filme und Computerspiele zugelassen.

## Freigaben bei Videospielen
Entsprechen den Film-Freigaben, jedoch wird die X18+-Einstufung für pornografisches Material nicht verwendet. Vor dem Jahr 2013 gab es keine R18+-Freigabe für Videospiele und die MA15+-Einstufung war das Maximum, was dazu führte, dass Titel, die in anderen Ländern für Erwachsene freigegeben wurden, in Australien nur gekürzt oder gar nicht im Handel erschienen. Seit dem 1. Januar 2013 wird auch die Freigabe R18+ für Videospiele verwendet.

## Freigaben bei Publikationen
Einige Bücher, Comics, Magazine usw. müssen ebenfalls geprüft werden. Sie erhalten dann eine der folgenden, verbindlichen Freigaben:
- Unrestricted - Uneingeschränkt für alle Altersklassen verkaufbar, jedoch für Personen unter 15 Jahren nicht empfohlen. Dieses Label ist vergleichbar mit dem "M"-Rating für Filme und Videospiele, und genau wie dieses rechtlich nicht bindend.
- Category 1 / Category 2 Ab 18 Jahren freigegeben (vergleichbar mit "R"). In Queensland sind diese Publikationen sogar ganz verboten. Die Category 2 unterliegt strengeren Verkaufsbeschränkungen, vergleichbar mit dem "X"-Label bei Filman.
- Auch hier kann die Freigabe verweigert werden (Refused Classification)

Auf unbedenklichen Publikationen erscheint kein Label.